# الجعامي (حزم العدين)

تعديل مصدري - تعديل

الجعامي هي إحدى قرى عزلة يريس بمديرية حزم العدين التابعة لمحافظة إب، بلغ تعداد سكانها 256 نسمة حسب تعداد اليمن لعام 2004.